# Francisco Pardo Artigas
Francisco Pardo Artigas (Torrelles de Foix, 26 giugno 1946 – Gerona, 31 marzo 2022) è stato un vescovo cattolico spagnolo.

## Biografia
Francisco Pardo Artigas nacque a Torrelles de Foix il 26 giugno 1946.

### Formazione e ministero sacerdotale
Compì gli studi ecclesiastici nel seminario minore e in quello maggiore di Barcellona.
Il 31 maggio 1973 fu ordinato presbitero per l'arcidiocesi di Barcellona nella basilica di Santa Maria a Vilafranca del Penedès. Conseguì la licenza in teologia presso la Facoltà di teologia della Catalogna. In seguito fu vicario coadiutore delle parrocchie di Santa Maria e della Santissima Trinità a Vilafranca del Penedès dal 1973 al 1980; arciprete di Vilafranca del Penedès dal 1979 al 1980; parroco di San Saturnino ad Anoia dal 1980 al 1997, dove fondò una cooperativa per la costruzione di alloggi sociali nel distretto di Vilarnau; arciprete di Anoia dal 1980 al 1993; consigliere del Movimento famigliare rurale e dei giovani rurali dell'Associazione dei giovani agricoltori e bovari della Catalogna dal 1982 al 1986; vicario episcopale del Penedés-Anoia-Garraf dal 1990 al 1993; membro della commissione diocesana per la preparazione del Concilio provinciale tarraconense nel 1993; direttore del Centro di studi pastorali delle diocesi catalane; parroco della parrocchia di Santo Stefano a Granollers dal 1997 al 2004; arciprete di Granollers dal 1999 al 2004 e vicario episcopale della regione Vallés Orientale dal 2001 al 2004. Fu anche membro del consiglio presbiterale dal 1985 al 1988 e dal 1998 al 2004; membro del collegio dei consultori dal 1985 al 1988 e membro della commissione preparatoria per il consiglio provinciale della Regione di Tarragona del 1993.
Il 15 giugno 2004 si incardinò nella nuova diocesi di Terrassa. Prestò servizio come vicario generale per la pastorale, delegato episcopale per l'economia e membro del consiglio presbiterale, del consiglio pastorale diocesano, del consiglio per gli affari economici e del collegio dei consultori.

### Ministero episcopale
Il 16 luglio 2008 papa Benedetto XVI lo nominò vescovo di Gerona. Ricevette l'ordinazione episcopale il 19 ottobre successivo nella cattedrale di Santa Maria a Gerona dall'arcivescovo Manuel Monteiro de Castro, nunzio apostolico in Spagna e Andorra, co-consacranti l'arcivescovo metropolita di Tarragona Jaume Pujol Balcells e il vescovo di Terrassa Josep Ángel Sáiz Meneses. Durante la stessa celebrazione prese possesso della diocesi.
Nel marzo del 2014 compì la visita ad limina.
In seno alla Conferenza episcopale spagnola fu membro della commissione per la pastorale dal 2008, e nell'ambito di questa responsabile del dipartimento per la pastorale del turismo e del tempo libero, dal 2008 al 2020, membro della commissione per l'apostolato secolare dal 2011 al 2014; membro del consiglio economico dal 2014 alla morte e membro della commissione per la pastorale sociale e la promozione umana dal marzo del 2020 alla morte.
Nell'ambito della Conferenza episcopale tarraconense fu delegato per la pastorale giovanile dal 2008 al 2018, per l'apostolato laicale dal 2008 al 2011, per la pastorale operaia dal 2009 al 2011, per l'arte sacra dal 2011 alla morte e per le assemblee interdiocesane dei direttori finanziari diocesani dal 2018 alla morte.
L'11 febbraio 2017 la sua città natale gli conferì la cittadinanza onoraria.
Nel febbraio del 2022 venne ricoverato per riprendersi da un'ulcera gastrica. Il 3 marzo venne trasferito nell'unità di terapia intensiva dell'ospedale "Josep Trueta" di Girona per insufficienza respiratoria causata da broncoaspirazione. Morì nella serata del 31 marzo all'età di 75 anni. Le esequie si tennero il 4 aprile alle ore 11:30 nella cattedrale di Santa Maria a Gerona e furono presiedute da monsignor Joan Planellas i Barnosell, arcivescovo metropolita di Tarragona. Al termine del rito la salma fu sepolta nella cripta dello stesso edificio.

## Opere
- Responsabilitat i ministeri de la comunitat parroquial. L'equip de la pastoral de la salut: iniciació i acompanyament, in Quaderns de pastoral, n. 189, 2003,  pp. 131-162.
- Carta de Pasqua: „Jesucrist et ve a trobar…“ i pautes per orientar la pastoral juvenil, in Quaderns de pastoral, n. 221, 2011,  pp. 97-108.
- con Juli Barber; et al., El Vilar, una devoció millenària, Blanes, Obreria del Vilar, 2012,  p. 193.
- La formación requiere catequesis!, in Actualidad catequética para la evangelización, n. 266, 2020,  pp. 47-50.
- Para qué bautizar a los hijos?, in Actualidad catequética para la evangelización, n. 267, 2021,  pp. 63-66.

## Genealogia episcopale
La genealogia episcopale è:
- Cardinale Scipione Rebiba
- Cardinale Giulio Antonio Santori
- Cardinale Girolamo Bernerio, O.P.
- Arcivescovo Galeazzo Sanvitale
- Cardinale Ludovico Ludovisi
- Cardinale Luigi Caetani
- Cardinale Ulderico Carpegna
- Cardinale Paluzzo Paluzzi Altieri degli Albertoni
- Papa Benedetto XIII
- Papa Benedetto XIV
- Papa Clemente XIII
- Cardinale Marcantonio Colonna
- Cardinale Giacinto Sigismondo Gerdil, B.
- Cardinale Giulio Maria della Somaglia
- Cardinale Carlo Odescalchi, S.I.
- Cardinale Costantino Patrizi Naro
- Cardinale Lucido Maria Parocchi
- Papa Pio X
- Papa Benedetto XV
- Papa Pio XII
- Cardinale Eugène Tisserant
- Papa Paolo VI
- Cardinale Agostino Casaroli
- Cardinale Manuel Monteiro de Castro
- Vescovo Francisco Pardo Artigas